# Сборная Нигерии по футболу (до 20 лет)
Сборная Нигерии по футболу до 20 лет представляет Нигерию на молодёжных соревнованиях по футболу. В отличие от европейских сборных, максимальный возраст игроков в данной команде не должен превышать 20 лет.
С 1983 по 1989 год сборная четыре раза подряд становилась чемпионом Кубка африканских наций среди игроков до 20 лет.

## Молодёжный чемпионат мира
| Год  | Результат      |
| ---- | -------------- |
| 1983 | Групповой этап |
| 1985 | 3-е место      |
| 1987 | Групповой этап |
| 1989 | 2-е место      |
| 1999 | 1/4 финала     |
| 2005 | 2-е место      |
| 2007 | 1/4 финала     |
| 2009 | 1/8 финала     |
| 2011 | 1/4 финала     |
| 2013 | 1/8 финала     |
| 2015 | 1/8 финала     |
| 2019 | 1/8 финала     |
| 2023 | 1/4 финала     |